# Robertas Javtokas
Robertas Javtokas (Šiauliai, 20 marzo 1980) è un ex cestista e dirigente sportivo lituano.
Alto 211 cm per 122 kg, giocava come centro. È il fratello minore di Artūras Javtokas.

## Carriera
Nel Draft NBA 2001 è stato selezionato dai San Antonio Spurs con la 56ª scelta.
Con la Lituania ha disputato tre edizioni dei Giochi olimpici (Atene 2004, Pechino 2008, Rio de Janeiro 2016), i Campionati mondiali del 2010 e sette edizioni dei Campionati europei (2001, 2005, 2007, 2009, 2011, 2013, 2015).

## Statistiche

### College
| Anno      | Squadra          | PG | PT | MP  | TC%  | 3P% | TL% | RP  | AP  | PRP | SP  | PP  |
| --------- | ---------------- | -- | -- | --- | ---- | --- | --- | --- | --- | --- | --- | --- |
| 1999-2000 | Arizona Wildcats | 8  | 0  | 6,9 | 37,5 | -   | 0,0 | 1,3 | 0,0 | 0,1 | 0,5 | 0,8 |
| Carriera  | Carriera         | 8  | 0  | 6,9 | 37,5 | -   | 0,0 | 1,3 | 0,0 | 0,1 | 0,5 | 0,8 |

### Eurolega
| Anno       | Squadra         | PG  | PT  | MP   | TC%  | 3P%  | TL%  | RP  | AP  | PRP | SP  | PP   |
| ---------- | --------------- | --- | --- | ---- | ---- | ---- | ---- | --- | --- | --- | --- | ---- |
| 2005-2006  | Rytas Vilnius   | 20  | 20  | 28,8 | 52,1 | 12,5 | 41,7 | 8,2 | 0,9 | 1,0 | 2,0 | 9,6  |
| 2006-2007† | Panathīnaïkos   | 19  | 3   | 8,8  | 61,3 | -    | 35,5 | 1,6 | 0,1 | 0,3 | 0,5 | 2,6  |
| 2009-2010  | Chimki          | 16  | 13  | 25,7 | 59,1 | 0,0  | 45,7 | 6,4 | 0,4 | 0,2 | 1,2 | 10,1 |
| 2010-2011  | Valencia        | 21  | 20  | 24,7 | 57,4 | 50,0 | 41,4 | 5,3 | 0,7 | 0,6 | 0,7 | 8,2  |
| 2011-2012  | Žalgiris Kaunas | 16  | 14  | 23,4 | 48,9 | 0,0  | 42,1 | 5,2 | 0,5 | 0,2 | 0,7 | 6,2  |
| 2012-2013  | Žalgiris Kaunas | 8   | 4   | 15,0 | 54,2 | 50,0 | 71,4 | 2,9 | 0,6 | 0,1 | 0,4 | 4,0  |
| 2013-2014  | Žalgiris Kaunas | 23  | 23  | 24,8 | 62,5 | 27,3 | 75,0 | 5,3 | 1,4 | 0,5 | 1,1 | 9,7  |
| 2014-2015  | Žalgiris Kaunas | 23  | 19  | 23,2 | 45,1 | 0,0  | 66,7 | 4,3 | 1,1 | 0,4 | 0,8 | 5,7  |
| 2015-2016  | Žalgiris Kaunas | 9   | 0   | 16,6 | 62,5 | 0,0  | 44,4 | 3,7 | 0,0 | 0,3 | 0,4 | 4,9  |
| 2016-2017  | Žalgiris Kaunas | 17  | 5   | 7,3  | 60,7 | -    | 62,5 | 1,4 | 0,2 | 0,1 | 0,0 | 2,3  |
| Carriera   | Carriera        | 172 | 121 | 20,6 | 55,3 | 19,4 | 48,7 | 4,6 | 0,7 | 0,4 | 0,8 | 6,7  |

## Palmarès

### Squadra
- Campionato lituano: 8

Lietuvos rytas: 1999-2000, 2001-02, 2005-06
Žalgiris Kaunas: 2012-13, 2013-14, 2014-15, 2015-16, 2016-17
- Campionato greco: 1

Panathinaikos: 2006-07
- Coppa di Lituania: 2

Žalgiris Kaunas: 2015, 2017
- Coppa di Grecia: 1

Panathinaikos:	2006-07
- ULEB Cup: 1

Lietuvos rytas: 2004-05
- Lega Baltica: 2

Lietuvos rytas: 2005-06
Žalgiris Kaunas: 2011-12
- Eurolega: 1

Panathinaikos: 2006-07

### Individuale
- MVP finals ULEB Cup: 1

Lietuvos rytas: 2004-05